# Hrvaški prirodoslovni muzej
Koordinati:   45°49′02″N, 15°58′21″E
Hrvaški prirodoslovni muzej (hrvaško Hrvatski prirodoslovni muzej) je osrednji hrvaški muzej na področju naravoslovja s sedežem v Zagrebu. 